# L’Avion
L’Avion – nieistniejąca francuska linia lotnicza z siedzibą w Paryżu. Obsługiwała połączenie między portami lotniczymi Paryż-Orly a Newark-Liberty.

## Historia
Użytkowała dwa samoloty Boeing 757-200, każdy oferował 90 miejsc w klasie biznes.
2 lipca 2008 firma ELYSAIR eksploatująca linię L’Avion została przejęta przez British Airways, które mają zamiar połączyć linię L’Avion ze swoją linią OpenSkies. Do fuzji doszło 4 kwietnia 2009.